# Kim Soo-beom
Đây là một tên người Triều Tiên, họ là Kim.
Kim Soo-Beom (tiếng Hàn: 김수범; Hanja: 金洙範; sinh ngày 2 tháng 10 năm 1990) là một cầu thủ bóng đá Hàn Quốc thi đấu ở vị trí hậu vệ cho Jeju United.

## Sự nghiệp câu lạc bộ
Kim được chọn trong lựa chọn ưu tiên của đợt tuyển quân K-League 2011 bởi Gwangju FC.